# Афанобіонти
Афанобіо́нти (Aphanobionta Novák, 1930) — неклітинні живі організми (неклітинне життя), які перебувають на молекулярному рівні організації матерії і являють собою біополімери нуклеїнових кислот та білків, які здатні до самовідтворення. Усі афанобіонти є облігатними мешканцями протопласту або геному клітинних організмів (бактерій, археїв та евкаріот), де виступають як паразитами (віруси, віроїди, сателіти, косміди, пріони), так і коменсалами (фазміди, плазміди) та мутуалістами (плазміди, косміди), викликаючи як важкі і смертельні захворювання, так і сприяючи стійкості організмів до несприятливих факторів середовища, а також прискорення еволюційних процесів своїх господарів.

## Класифікація
- Домен Нуклеаквеї [Архівовано 16 березня 2012 у Wayback Machine.]
  - Віруси
  - Віроїди
  - Сателіти
  - Косміди
  - Фазміди
  - Плазміди
  - Транспозони
- Домен Аміноаквеї [Архівовано 16 березня 2012 у Wayback Machine.]
  - Пріони

| Мікроскоп | Це незавершена стаття з мікробіології. Ви можете допомогти проєкту, виправивши або дописавши її. |